# Doubravice nad Svitavou
Doubravice nad Svitavou – miejscowość i gmina (obec) w Czechach, w kraju południowomorawskim, w powiecie Blansko. W 2022 roku liczyła 1372 mieszkańców.
W miejscowości jest przystanek kolejowy Doubravice nad Svitavou.